# The Valley of Silent Men
The Valley of Silent Men is een Amerikaanse dramafilm uit 1922 onder regie van Frank Borzage. De film is wellicht zoekgeraakt.

## Verhaal
Wanneer de zwaargewonde korporaal James Kent zich in een hinderlaag bevindt, neemt hij de verantwoordelijkheid op zich voor een moord die ogenschijnlijk werd begaan door Jacques Radison. Niettemin wordt Jacques gearresteerd. Marette Radison helpt hem te ontsnappen. Ze worden op de hielen gezeten door de bereden politie en ze komen juist op tijd thuis om haar stervende vader drie moorden te horen bekennen.

## Rolverdeling
| Acteur           | Personage            |
| ---------------- | -------------------- |
| Alma Rubens      | Marette Radison      |
| Lew Cody         | Korporaal James Kent |
| Joe King         | Buck O'Connor        |
| Mario Majeroni   | Pierre Radison       |
| George Nash      | Inspecteur Kedsty    |
| Jack W. Johnston | Jacques Radison      |